# Assassinat d'Abel
L'Assassinat d'Abel (en italien, Uccisione di Abele)  est une fresque attribuée au peintre  Giotto di Bondone (ou Maestro d'Isacco ?), datée des environs de 1291-1295 et située dans la partie supérieure de la paroi de droit de l'église supérieure de la basilique Saint-François d'Assise.

## Description
La scène est située dans la moitié droite de la lunette de la paroi de droite dans la quatrième travée.
L'œuvre, en très mauvais état, est pratiquement perdue et le thème est uniquement déductible par sa localisation logique.
Il reste un fragment du paysage au centre de la fresque avec deux profils de cols déclinants que l'historien de l'art Cesare Gnudi interpréta comme « i primi commossi sguardi [di Giotto] sulla natura » (les premiers regards attendris [de Giotto] sur la nature).
Comme les scènes adjacentes Joseph descendu dans le puits et Découverte de la coupe volée dans le sac de Benjamin, celles-ci est aussi attribuée au Maestro d'Isacco (le jeune Giotto ?).